# سامی مک‌کروی
سامی مک‌کروی (انگلیسی: Sammy McCrory؛ ۱۱ اکتبر ۱۹۲۴ – ۴ مهٔ ۲۰۱۱) بازیکن فوتبال اهل ایرلند شمالی بود.
از باشگاه‌هایی که در آن بازی کرده‌است می‌توان به باشگاه فوتبال سوانزی سیتی، باشگاه فوتبال پلیموث آرگیل، باشگاه فوتبال ایپسویچ تاون، باشگاه فوتبال ساوتند یونایتد، و باشگاه فوتبال کمبریج یونایتد اشاره کرد.
وی همچنین در تیم‌های ملی فوتبال ایرلند شمالی بی و ایرلند شمالی بازی کرده‌است.